# Aeroportul Internațional Hong Kong
Aeroportul Internațional Hong Kong (în chineză: 香港國際機場; în engleză Hong Kong International Airport) (IATA: HKG, ICAO: VHHH) este un aeroport din Islands District⁠(d), Hong Kong, Republica Populară Chineză ce deservește zona Hong Kong. Aeroportul a fost tranzitat în 2022 de 5.653.000 de pasageri. A fost deschis în 6 iulie 1998 și numit după Hong Kong. 
Situat la o altitudine de 9 m, aeroportul dispune de 2 piste. Este operat de Airport Authority Hong Kong⁠(d).